# Adelocosa anops
Adelocosa anops là một loài nhện trong họ Lycosidae, và là loài đặc trưng trong chi Adelocosa.